# Quiet Spike

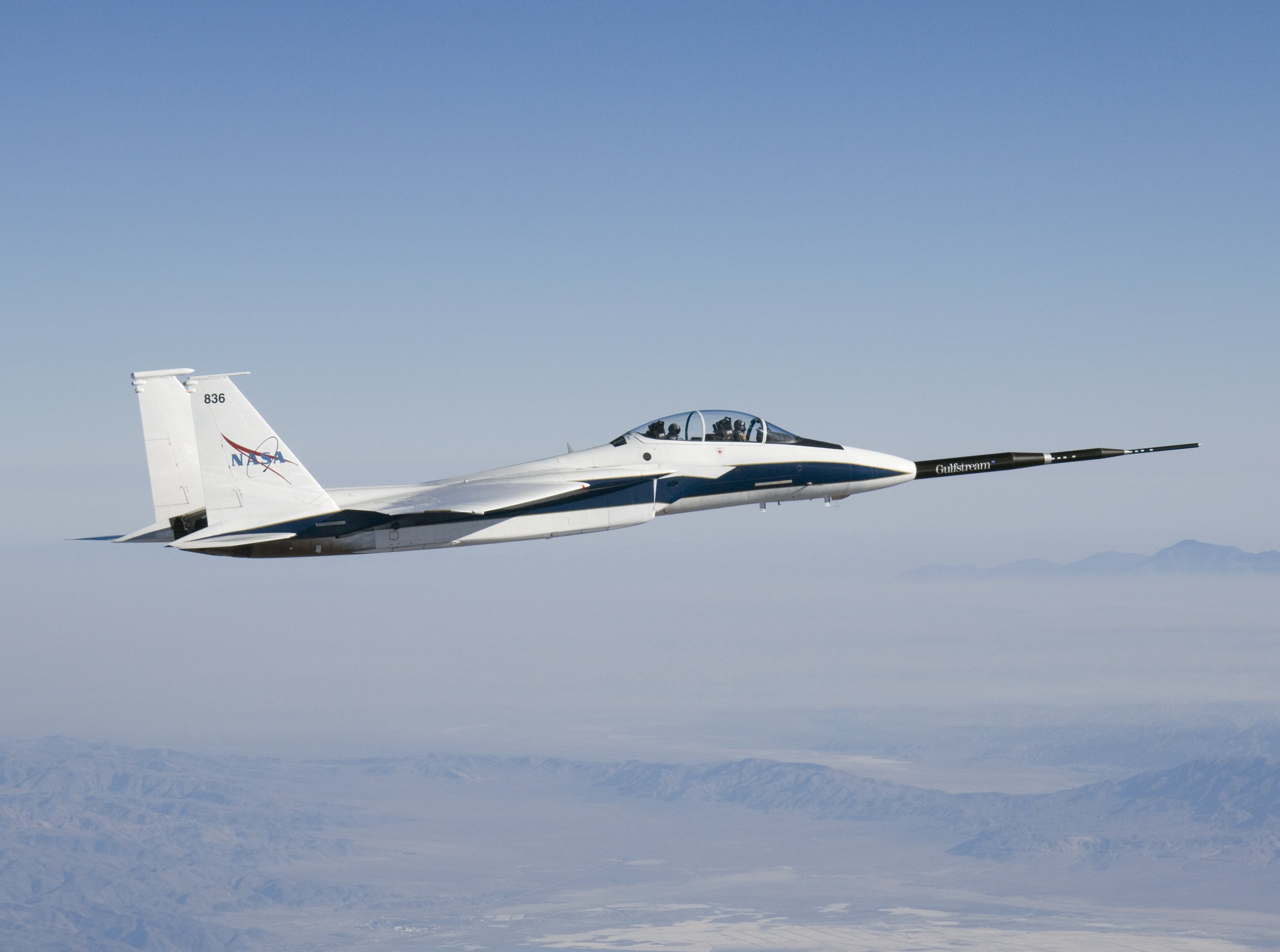
Le F-15B de la NASA (n° 836, 74-0141) équipé du dispositif Quiet Spike.

Le Quiet Spike était un programme collaboratif entre Gulfstream Aerospace et le Dryden Flight Research Center de la NASA, visant à étudier la réduction des bangs supersoniques. Le brevet a été publié en 2004 auprès du Bureau américain des brevets et des marques de commerce et appartient à Gulfstream Aerospace.

## Historique
Le programme visait à développer des technologies permettant aux futures générations de transport supersonique de survoler des zones peuplées à une vitesse supérieure à Mach 1 (la vitesse du son), sans produire l’intensité de bang supersonique qui avait posé problème aux avions supersoniques de première génération, comme le Concorde (voir Opération Bongo II).
Le bang produit par le Concorde avait suscité une opposition publique importante aux États-Unis, puis dans d'autres pays. Cette opposition a contribué à empêcher le Concorde de devenir un succès commercial. Le problème du bang supersonique a également été un facteur clé dans l’abandon du projet Boeing 2707.
Les ondes de choc se forment autour d’un avion à l’approche de Mach 1 (environ 1 225 km/h). Au sol, cela se manifeste par un double bang sonore. Leur intensité varie en fonction de la météo, de la réfraction dans les différentes couches atmosphériques et de la taille de l'appareil, mais en général, pour un avion de ligne supersonique, la surpression générée au sol est suffisante pour faire vibrer les vitres.
Par exemple, le Concorde volant à Mach 2 (environ 2 050 km/h) produisait un bang d’une surpression d’environ 2,2 livres par pied carré.
En raison de cette intensité, de nombreux pays interdisent le survol supersonique au-dessus des terres ou des zones habitées. Aux États-Unis, la FAA interdit les vols supersoniques au-dessus du territoire, sauf dans des couloirs militaires spécifiques. Le système Quiet Spike permettait d’atténuer partiellement les bangs supersoniques, mais à lui seul, il n’était pas suffisant pour lever les interdictions actuelles.
Plusieurs approches structurelles ont été envisagées pour réduire les bangs, en particulier des modifications de la forme du nez, l’ajout de bouchains, des changements du plan général de l’avion, ou encore des aménagements internes visant à limiter la traînée parasite génératrice d’ondes de choc.
Dans le cadre du projet Quiet Spike, une pointe télescopique de 7,4 mètres a été installée sur le nez du F-15B de recherche du centre Dryden de la NASA. En position entièrement rentrée (décollage et atterrissage), la pointe mesurait 4,3 mètres. En extension complète, elle atteignait 7,4 mètres et se décomposait en trois segments. Le premier, « avant », mesurait 1,8 mètre et avait le plus petit diamètre ; le second, « intermédiaire », mesurait 1,3 mètre avec un diamètre plus grand. Fabriqué en matériaux composites, le Quiet Spike créait trois petites ondes de choc parallèles au lieu d’un unique bang intense, réduisant ainsi l'impact sonore au sol.
Le premier vol d’essai a eu lieu le 10 août 2006. Plusieurs autres vols ont suivi pour tester l’intégrité structurelle du système, avant de passer aux mesures d’atténuation du bang.
Le programme s’est conclu en février 2007 après plus de 50 vols, soit plus du double de ceux réalisés lors du projet Shaped Sonic Boom Demonstration (SSBD) deux ans auparavant.
Jalons du projet :
- Premier vol : 10 août 2006
- Première extension en vol du Quiet Spike : 25 septembre 2006
- Premier essai en supersonique : 20 octobre 2006
- Mesures proches par un second F-15 : 13 décembre 2006
- Test à Mach 1,8 : 19 janvier 2007
- Atterrissage avec le Quiet Spike déployé : 19 janvier 2007
- Retour à Savannah (Géorgie) pour démontage : 14 février 2007

Le 4 mars 2008, l’équipe NASA–Gulfstream a reçu le prix Aviation Week Laureate dans la catégorie Aéronautique/Propulsion.